# Clio (Alabama)
Clio é uma cidade  localizada no estado americano do Alabama, no Condado de Barbour.

## Demografia
Segundo o censo americano de 2000, a sua população era de 2206 habitantes.
Em 2006, foi estimada uma população de 2209, um aumento de 3 (0.1%).

## Geografia
De acordo com o United States Census Bureau, a localidade tem uma área de 26,0 km², sem área coberta por água. Clio localiza-se a aproximadamente 141 m acima do nível do mar.

## Localidades na vizinhança
O diagrama seguinte representa as localidades num raio de 32 km ao redor de Clio.